# Atul Khare

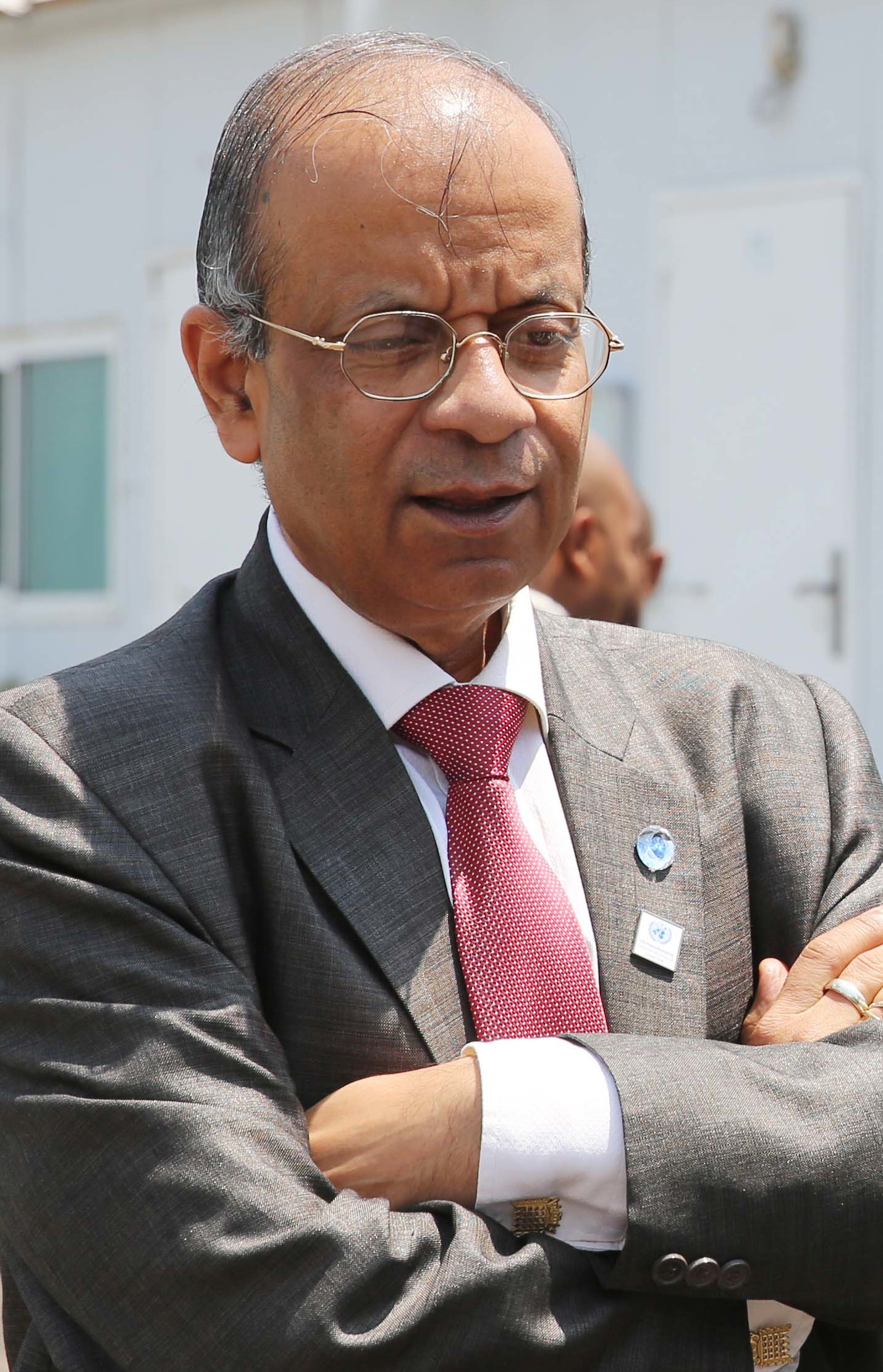
Atul Khare (2016)

Atul Khare (* 1959) ist ein indischer Diplomat.

## Diplomatische Laufbahn
Zuerst diente Khare als indischer Diplomat in Frankreich, Mauritius, Senegal, Thailand und im Vereinigten Königreich und bei der Vertretung Indiens bei den Vereinten Nationen in New York.
Khare arbeitete bereits von Juni 2002 bis Mai 2005 bei der United Nations Mission of Support in East Timor (UNMISET) als Chief of Staff und später als Annans Deputy Special Representative.
Er arbeitete auch als Deputy High Commissioner in Mauritius, Botschaftsrat in Indiens UN Mission and Charge d' Affaires im Senegal, wo er auch für Mali, Mauretanien, Gambia, Guinea-Bissau und Kap Verde akkreditiert war. Khare hatte zudem den Posten des Kabinettchefs des Außenministeriums in Neu-Delhi und des Director (UN) in External Affairs Ministry.
Am 6. Dezember 2006 wurde Khare von UN-Generalsekretär Kofi Annan als Nachfolger des Japaners Sukehiro Hasegawa zum UN-Sonderbeauftragten für Osttimor und Chef der United Nations Integrated Mission in Timor-Leste (UNMIT) ernannt. Am 4. Dezember 2009 folgte Ameerah Haq aus Bangladesch, Khare als neue Sondergesandte und UNMIT-Chefin. Khare wurde am 30. April 2010 zum Assistant Secretary-General for Peacekeeping Operations ernannt.
Seit dem 1. Juni 2011 ist Khare Leiter des Change Management Team (CMT) der Vereinten Nationen, das die Effizienz der Organisation erhöhen soll.

## Sonstiges
Khare hat einen Bachelor in Medizin und Chirurgie vom All India Institute of Medical Sciences und einen Masterabschluss in Betriebswirtschaft und Führung der University of Southern Queensland in Australien. Er ist mit der Schriftstellerin Vandna Khare. verheiratet.

## Ehrungen
- 2009: Großkreuz des Ordens des Infanten Dom Henrique
- Medal des Ordem de Timor-Leste[4]